# Моложув-Колонія
Моложув-Колонія (пол. Mołożów-Kolonia; укр. Моложів-Колонія) — село в Польщі, у гміні Мірче Грубешівського повіту Люблінського воєводства.
Населення — 122 особи (2011).

## Історія
У 1915 р. перед наступом німецьких військ російською армією спалене село і більшість українців були вивезені вглиб Російської імперії, звідки повертались уже після закінчення війни. Натомість поляків не вивозили. Після окупації Холмщини в 1919 р. польський уряд проводив польську колонізацію.
У 1975—1998 роках село належало до Замойського воєводства.

## Демографія
Демографічна структура станом на 31 березня 2011 року:
|          | Загалом | Допрацездатний вік | Працездатний вік | Постпрацездатний вік |
| -------- | ------- | ------------------ | ---------------- | -------------------- |
| Чоловіки | 58      | 10                 | 40               | 8                    |
| Жінки    | 64      | 16                 | 28               | 20                   |
| Разом    | 122     | 26                 | 68               | 28                   |